# 1896 au cinéma
| Années du cinéma : 1893 - 1894 - 1895 - 1896 - 1897 - 1898 - 1899    |
| Décennies du cinéma : 1860 - 1870 - 1880 - 1890 - 1900 - 1910 - 1920 |

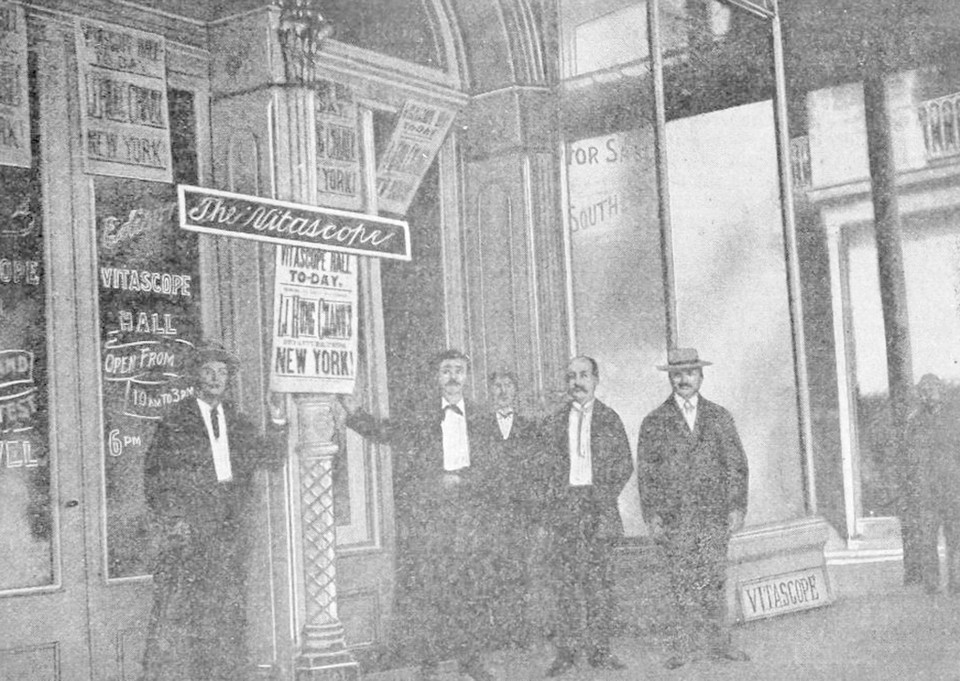
Vitascope Hall (Nouvelle-Orléans) en 1896. Il s'agit de la première salle américaine accueillant des séances permanentes.

Cet article présente les faits marquants de l'année 1896 au cinéma.

## Événements
- 25 janvier : Inauguration de la première salle de projection cinématographique en France à Lyon.
- 17 février : Première salle de projection cinématographique à Londres (Angleterre) au Malborough Hall.
- 18 février : Première salle de projection cinématographique à Bordeaux.
- 29 février : Première salle de projection cinématographique à Bruxelles (Belgique).
- 21 mars : Première salle de projection cinématographique à Rome (Italie).
- 30 avril : Première salle de projection cinématographique à Berlin (Allemagne).
- 26 mai : Le couronnement du tsar Nicolas II est filmé à Moscou (Russie) par les opérateurs de Louis Lumière : Francis Doublier et Charles Moisson.
- 28 juin : Première projection du Cinématographe Lumière à Montréal (Québec) par les opérateurs de Louis Lumière, Louis Minier et Louis Pupier (en) victorian-cinema.net.
- 29 juin : Première projection du Cinématographe Lumière à New York (États-Unis) par l'opérateur de Louis Lumière, Felix Mesguich.
- 7 juillet : Première projection en Inde du Cinématographe Lumière à l'hôtel Watson de Bombay.
- 28 septembre : Fondation de la compagnie cinématographique Pathé Frères.
- Octobre : L'illusionniste Georges Méliès se lance dans les films à trucs avec Escamotage d'une dame au théâtre Robert-Houdin.
- Inauguration des deux premières salles de projection cinématographique à Paris dans le 10e arrondissement : Le Select  6, boulevard Saint-Denis, Pathé-Journal au 8, boulevard Bonne-Nouvelle.
- Premier baiser au cinéma dans The Kiss entre May Irwin et John C. Rice. Il dure 4 secondes. Scandale et succès public.
- Première projection en Chine avec les Films Lumière.
- Première projection à Lisbonne. A. da Paz dos Reis présente dans plusieurs villes une quinzaine de films, la plupart réalisés par lui.

## Principaux films français de l'année
- 6 janvier : l'Arrivée d'un train en gare de La Ciotat de Louis Lumière (production Lumière)
- la Fée aux choux d'Alice Guy (production Gaumont)
- Assiettes tournantes (production Lumière)
- Le Marché aux poissons (production Lumière)
- la Joliette (production Lumière)
- Bassin des Tuileries (production Lumière)
- Promenade au Jardin d'acclimatation (production Lumière)
- Village noir au jardin d'acclimatation de Paris (production Lumière)
- la Charcuterie mécanique (production Lumière)
- la Canebière à la sortie de la bourse (production Lumière)
- le Tsar à Paris (production Lumière)
- Partie de tric trac (production Lumière)
- Démolition d'un mur (production Lumière)
- New York : Broadway à Union Square (production Lumière)
- Bataille de boules de neige (production Lumière)
- Course en sac (production Lumière)
- Escamotage d'une dame au théâtre Robert-Houdin de Georges Méliès (production Star Films)
- Défense d'afficher (production Star Films)
- Une Nuit terrible (production Star Films)
- Campement de bohémiens (production Star Films)
- le Régiment (production Star Films)
- Bébé et fillettes (production Star Films)
- Sauvetage en rivière (production Star Films)
- les Quais à Marseille (production Star Films)
- les Forgerons (production Star Films)
- Arrivée d'un train en gare de Joinville (production Star Films)
- Barque sortant du port de Trouville (production Star Films)
- Jetée et plage de Trouville (production Star Films)
- Salut malencontreux (production Star Films)
- Panorama du Havre (production Star Films)
- Plage de Villers par gros temps (production Star Films)
- Déchargement de bateaux (production Star Films)
- Dessinateur express (production Star Films)

## Principaux films américains de l'année
- Le Baiser de May Irwin et John C. Rice de William Heise (Edison Studios), premier baiser sur la bouche au cinéma, premier scandale lié à la représentation de la sexualité dans le Septième Art
- Le Train express Black Diamond de James Stuart Blackton (Vitagraph Company of America)
- Le Train express Empire State de William Kennedy Laurie Dickson (Edison Studios)
- Le Président William McKinley dans son jardin de William Kennedy Laurie Dickson (American Mutoscope and Biograph Company)
- Concours du plus rapide mangeur de pastèque de James H. White (Edison Studios)
- Un bain matinal de James H. White (Edison Studios)
- la Grange en flammes de James H. White (Edison Studios)
- Danse serpentine d'Annabelle de William Kennedy Laurie Dickson (Edison Studios)
- Fatima's Coochee-Coochee Dance de James H. White (Edison Studios)
- Winchester Arms Factory at Noon Time de William Kennedy Laurie Dickson (American Mutoscope and Biograph Company)

## Principaux films britanniques de l'année
- The Arrest of a Bookmaker de Robert William Paul
- Persimmon's Derby de Robert William Paul
- The Soldier's Courtship (Le piou-piou galant) d'Alfred Moul

## Naissances
- 24 février : Richard Thorpe, réalisateur américain († 1er mai 1991).
- 1er avril : Jean Tissier, comédien français († 31 mars 1973).
- 24 mai : Muriel Ostriche, actrice américaine († 3 mai 1989).
- 18 août : Jack Pickford, acteur canadien († 3 janvier 1933).
- 30 août : Raymond Massey, acteur américain († 29 juillet 1983).
- 4 septembre : Antonin Artaud, poète et acteur français († 4 mars 1948).
- 6 décembre : Jack Henley, scénariste américain († 2 novembre 1958).